# أميناتا ديوب
أميناتا ديوب (بالفرنسية: Aminata Diop)‏ هي خادمة المنزل مالية، ولدت في 1968 في سيكاسو في مالي.
هربت عام 1989 إلى فرنسا فرارًا من عملية تشويه الأعضاء التناسلية الأنثوية والتي تسمى ب «ختان الإناث». تقدمت ديوب بطلب للجوء في تشرين الأول عام 1990، ويعتقد أنها كانت أول امرأة تستشهد بختان الإناث كسبب لطلب اللجوء. تم رفض كل من الطلب الأولي والاستغاثة لديوب في أيلول عام 1991 لأسباب فنية، لأنها فشلت في طلب المساعدة من الحكومة المالية قبل الفرار من البلاد. ومع ذلك، سُمح لها لاحقًا بالبقاء في فرنسا.